# Péninsule de Mornington
Cet article contient des informations géographique de l'ensemble de la péninsule, pour le comté, voir; Comté de la péninsule Mornington

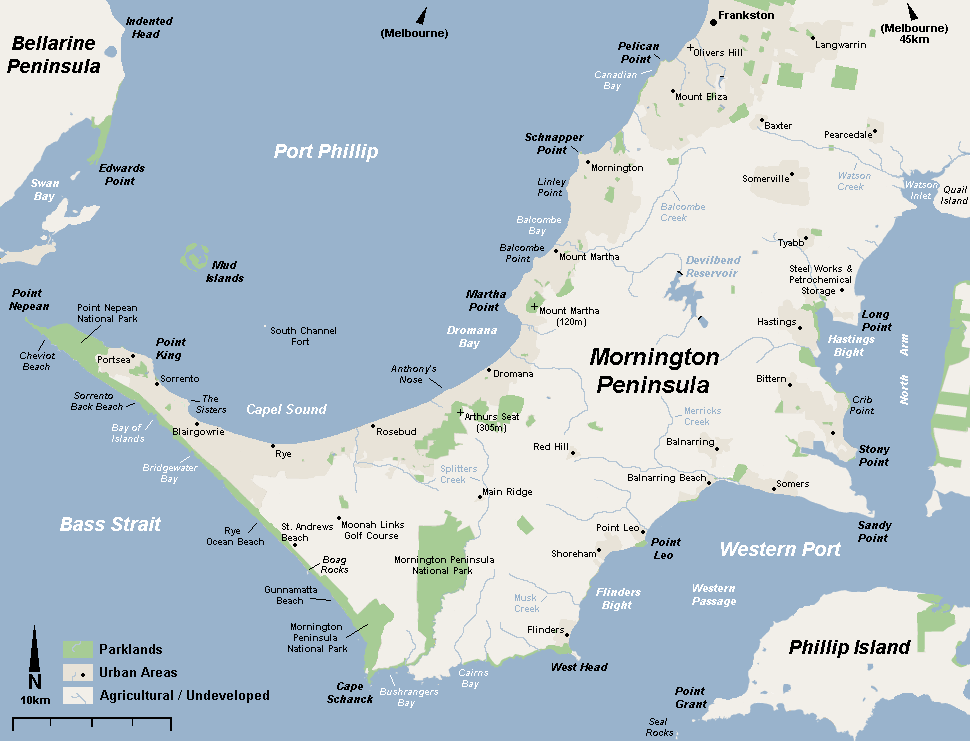
Carte de la péninsule de Mornington

La péninsule de Mornington est une péninsule située au sud-est de Melbourne dans l'État de Victoria, en Australie. Elle est bordée par la baie de Port Phillip à l'ouest, par la baie de Western Port à l'est et par le détroit de Bass au sud, et est reliée au continent par le nord. Géographiquement, la péninsule commence à se distinguer du continent dans la région située entre Pearcedale et Frankston. La région était anciennement la terre du clan Mayone-bulluk et faisait partie du territoire de la nation Boonwurrung avant l'arrivée des Européens.
La quasi-totalité de la péninsule a été déboisée pour l'agriculture et l'installation humaine, mais de petites régions primaires sont encore présentes au sud et à l'ouest de la péninsule, et parmi elles certaines sont protégées par le parc national de la péninsule de Mornington. Près de 135 000 personnes vivent sur la péninsule, la plupart dans de petites villes sur la côte ouest, qui sont parfois considérées comme la banlieue périphérique de Melbourne. Durant l'été, la population peut s'élever à près de 250 000 personnes.
La péninsule est une région touristique, avec des attractions naturelles telles qu'un grand nombre de plages tant en haute mer qu'abritées, ainsi que de nombreux panoramas et de points de vue. Parmi les autres attractions populaires se trouvent plusieurs caves à vin, des zones permettant les sports aquatiques. La plupart des visiteurs sont des habitants de Melbourne, qui viennent camper ou qui louent des villas et qui partagent des maisons ou qui louent des beach houses. Elle est connue par les riverains et les Melbouriens comme « The Peninsula ».

## Compléments